# HNRNPA1L2
HNRNPA1L2 (англ. Heterogeneous nuclear ribonucleoprotein A1-like 2) – білок, який кодується однойменним геном, розташованим у людей на 13-й хромосомі. Довжина поліпептидного ланцюга білка становить 320 амінокислот, а молекулярна маса — 34 225.
| 10         |  | 20         |  | 30         |  | 40         |  | 50         |
| ---------- |  | ---------- |  | ---------- |  | ---------- |  | ---------- |
| MSKSASPKEP |  | EQLRKLFIGG |  | LSFETTDESL |  | RSHFEQWGTL |  | TDCVVMRDPN |
| TKRSRGFGFV |  | TYATVEEVDA |  | AMNTTPHKVD |  | GRVVEPKRAV |  | SREDSQRPGA |
| HLTVKKIFVG |  | GIKEDTEEHH |  | LRDYFEQYGK |  | IEVIEIMTDR |  | GSGKKRGFAF |
| VTFDDHDSVD |  | KIVIQKYHTV |  | KGHNCEVRKA |  | LPKQEMASAS |  | SSQRGRRGSG |
| NFGGGRGDGF |  | GGNDNFGRGG |  | NFSGRGGFGG |  | SCGGGGYGGS |  | GDGYNGFGND |
| GSNFGGGGSY |  | NDFGNYNNQS |  | SNFGPMKGGN |  | FGGRSSGPYG |  | GGGQYFAKPQ |
| NQGGYGVSSS |  | SSSYGSGRRF |  |            |  |            |  |            |

A: Аланін

C: Цистеїн

D: Аспарагінова кислота

E: Глутамінова кислота

F: Фенілаланін

G: Гліцин

H: Гістидин

I: Ізолейцин

K: Лізин

L: Лейцин

M: Метіонін

N: Аспарагін

P: Пролін

Q: Глутамін

R: Аргінін

S: Серин

T: Треонін

V: Валін

W: Триптофан

Кодований геном білок за функціями належить до рибонуклеопротеїнів, фосфопротеїнів. 
Задіяний у таких біологічних процесах, як процесинг мРНК, сплайсинг мРНК, транспорт, транспорт мРНК, ацетилювання, метилювання. 
Білок має сайт для зв'язування з РНК. 
Локалізований у цитоплазмі, ядрі.